# Come Together
«Come Together» (с англ. — «Соберёмся вместе») — песня английской рок-группы The Beatles, впервые выпущенная в альбоме 1969 года Abbey Road. Автор песни — Джон Леннон (авторство Леннон/Маккартни традиционно указывалось и для песен, написанных Ленноном или Маккартни в одиночку). Спустя месяц «Come Together» была выпущена на сингле с двумя сторонами A «Something»/«Сome Together» (двадцать первый сингл группы в Великобритании и двадцать шестой в США). В музыкальных хит-парадах США «Come Together» достигла лидирующей позиции, а в Великобритании — #4. В 2004 году песня «Come Together» была помещена на 205-е место в списке «500 величайших песен всех времён по версии журнала Rolling Stone». Британский журнал New Musical Express включил данную композицию в свой список «500 величайших песен всех времён», разместив её в нём на 336-й позиции.
Многие музыканты исполняли кавер-версии этой песни. Среди них: Майкл Джексон, Тина Тёрнер, Мит Лоуф, Мэрилин Мэнсон, Джо Кокер, группы Guns N’ Roses, Godsmack, Soundgarden, Nazareth, Aerosmith, Eurythmics, Arctic Monkeys, Oasis, Collide и Борис Гребенщиков.

## О песне
«Come Together», первая песня в альбоме Abbey Road, была задумана Джоном Ленноном в качестве политического объединяющего лозунга для психолога и ЛСД-гуру, активиста Тимоти Лири и его кампании в борьбе за пост губернатора Калифорнии против Рональда Рейгана. Лири и его жена Розмари приехали в Монреаль на акцию Джона и Йоко «В постели за мир», которая проходила 1 июня 1969 года. Они участвовали в записи песни «Give Peace a Chance» и оба были упомянуты в тексте. На следующий день Леннон предложил помочь Лири с его предвыборной кампанией. Его слоганом было «Come together, join the party». Леннон прислал Лири демо с некоторыми идеями для песни. Однако Лири посадили в тюрьму за хранение марихуаны, и его кампания на этом закончилась. В итоге Леннон получил возможность завершить песню вместе с The Beatles. Позднее Леннон вспоминал:

Эта песня была создана в студии. «Come Together» — профессиональный жаргон, выражение, которое использовал Тим Лири, баллотируясь на пост губернатора штата Калифорния. Он попросил меня написать ему песню для предвыборной кампании. Я очень старался, но у меня ничего не получалось. Зато получилась песня «Come Together», которая ему бы не подошла — нельзя проводить кампанию с такой песней, правильно? Но потом Лири долго обвинял меня в том, что я украл у него лозунг. Эту песню я писал, частично опираясь на одну старую вещь Чака Берри, но «Come Together» не имеет никакого отношения к песне Берри. Меня привлекли за неё к суду, потому что когда-то я признался, что использовал одну его строчку. Я мог бы изменить слова на: «Here comes old iron-face», и песня с тем же успехом не имела бы никакого отношения к Чаку Берри, или ещё к кому-то.
— Джон Леннон
Во время проигрышей между куплетами Леннон повторяет фразу «shoot me». В песне также можно услышать имя известного блюзмена Мадди Уотерса.

## Запись
The Beatles начали работу над «Come Together» 21 июля 1969 года на третьей студии «Эбби-роуд». Было записано восемь дублей дорожки сопровождения, первый из которых позже вышел в альбоме Anthology 3. Ринго Старр, Пол Маккартни и Джордж Харрисон исполнили соответственно партии ударных, бас-гитары и ритм-гитары, а Леннон записал черновую партию голоса и тамбурин.

«Come Together» изменилась во время записи. Мы говорили: «Давайте сбавим темп. Сделаем то, сделаем это». И получилось то, что получилось. Я просто сказал: «Вы знаете, аранжировки у меня нет, но вы же понимаете, что мне нужно». Думаю, отчасти это произошло потому, что мы долго играли вместе. И я попросил: «Сыграйте что-нибудь в стиле фанк», — и, кажется, задал темп, а они подхватили мелодию.
— Джон Леннон
Позднее был переписан основной вокал и были записаны подпевки, две партии соло-гитары и электропианино Rhodes. Музыкальный критик Иэн Макдоналд полагает, что Пол Маккартни исполнил партию бэк-вокала, но звукооператор Джефф Эмерик опровергает это, утверждая, что Леннон сделал это сам. Детальный анализ 8-дорожечной мастер-ленты, проведённый в специальной программе «Би-би-си» осенью 2009 года, показывает, что Маккартни записал подпевки в куплетах, а Леннон — в припевах.

## Выпуск
«Come Together» вышла в качестве сингла 6 октября 1969 года и достигла лидирующей позиции в американских чартах. 18 октября она вошла в список «Top 40», оставаясь в чарте ещё 16 недель.
Какое-то время песня была запрещена на «Би-би-си» из-за строчки «he shoot Coca-Cola», воспринятой там как намёк на кокаин и как реклама напитка.
«Come Together» присутствует в альбоме-компиляции Love. Основная часть трека не подверглась микшированию с другими песнями. Концовка кросс-фейдом соединена с песней «Dear Prudence», затем переходящей в «Cry Baby Cry»
«Come Together» — единственная песня The Beatles, которую Джон Леннон исполнил на одном из своих сольных концертов в 1972 году. Концерт проходил в Мэдисон-сквер-гарден и позже вошёл в концертный альбом музыканта — Live in New York City.

## Иск
В конце 1969 года «Come Together» стала предметом иска о нарушении авторских прав, поданного против Леннона компанией Big Seven Music, издателем песни Чака Берри «You Can’t Catch Me». Моррис Леви, владелец Big Seven Music, утверждал, что музыкально песня звучала похоже на оригинал Берри и имела некоторые общие слова (Леннон пел: «Here come ol’ flattop, he come groovin’ up slow», а Берри пел: «Here come a flattop, he was movin’ up with me»). Перед записью Леннон и Маккартни намеренно замедлили песню и добавили тяжёлый басовый рифф, чтобы сделать её более оригинальной. Дело было урегулировано во внесудебном порядке в 1973 году, когда адвокаты Леви согласились, что Леннон компенсирует ущерб, записав три песни Big Seven для своего следующего альбома. Краткая версия «Ya Ya» с Ленноном и его сыном Джулианом была выпущена в альбоме Walls and Bridges в 1974 году. «You Can’t Catch Me» и другая версия «Ya Ya» были выпущены в альбоме Леннона 1975 года Rock ’n’ Roll, но третья, «Angel Baby», оставалась неизданной до смерти Леннона. Леви снова подал в суд на Леннона за нарушение контракта и в конечном итоге получил 6795 долларов. Леннон подал встречный иск после того, как Леви выпустил альбом материалов Леннона, используя плёнки, которые были у него, и в конечном итоге получил 84 912,96 долларов. Альбом назывался Roots: John Lennon Sings the Great Rock & Roll Hits.

## Кавер-версии

### Версия Aerosmith
Американская глэм-рок-группа Aerosmith исполнила одну из первых и самых успешных кавер-версий «Come Together». Она была записана в 1978 году и появилась на саундтреке к фильму «Оркестр клуба одиноких сердец сержанта Пеппера». Сингл «Аэросмита» имел незамедлительный успех и занял 23-ю позицию в горячей сотне Billboard. Aerosmith исполняют «Come Together» на своих живых концертах.
Редкая демоверсия песни, исполненная на одном из «живых» концертных выступлений группы, была выпущена несколькими месяцами позже после официального релиза оригинальной версии «Come Together» и вошла в альбом — Live! Bootleg. Песня также вошла в различные альбомы-компиляции группы Aerosmith и другие концертные альбомы группы. Версию песни «Come Together» в исполнении Aerosmith стала саундтреком к фантастическому фильму 1998 года — «Армагеддон».
С 2006 года новозеландская телекоммуникационная компания Telecom использовала кавер-версию песни в исполнении Aerosmith для своей кампании с одноимённым названием — Come Together.

### Другие кавер-версии
| Год       | Исполнитель                          | Альбом                                                                     |
| --------- | ------------------------------------ | -------------------------------------------------------------------------- |
| 1969-1970 | Mystic Siva                          | Under the Influence                                                        |
| 1970      | Дайана Росс                          | Everything Is Everything                                                   |
| 1970      | The Supremes                         | New Ways But Love Stays                                                    |
| 1970      | Кинг Кёртис                          | Get Ready                                                                  |
| 1976      | Тина Тёрнер                          | All This and World War II (фильм)                                          |
| 1987      | Майкл Хеджес                         | Live on the Double Planet                                                  |
| 1990      | Soundgarden                          | Loudest Love                                                               |
| 1990      | Shalamar                             | Wake Up                                                                    |
| 1993      | Борис Гребенщиков и Джоанна Стингрей | Greenpeace Rocks                                                           |
| 1994      | Pride and Glory                      | Pride & Glory                                                              |
| 1994      | Gotthard                             | Dial Hard                                                                  |
| 1994      | Маркус Миллер                        | Tales                                                                      |
| 1995      | Делберт Макклинтон                   | Come Together: America Salutes The Beatles                                 |
| 1995      | Майкл Джексон                        | HIStory: Past, Present and Future                                          |
| 1996      | Черный кофе                          | «Пьяная Луна»                                                              |
| 1998      | Робин Уильямс и Бобби Макферрин      | In My Life                                                                 |
| 1999      | Том Джонс                            | Reload                                                                     |
| 2001      | Элтон Джон                           | One Night Only: The Greatest Hits Live at Madison Square Garden            |
| 2003      | Крейг Дэвид                          | Top of The Pops 2                                                          |
| 2003      | Джо Кокер                            | «Через вселенную» (фильм)                                                  |
| 2005      | Black Label Society                  | Kings of Damnation 98-04                                                   |
| 2005      | Sugababes                            | «Ugly» (сингл)                                                             |
| 2006      | The Roots                            | Best of the Roots                                                          |
| 2006      | The Punkles                          | For Sale                                                                   |
| 2012      | Arctic Monkeys                       | «Церемония Открытия Летних Олимпийских игр в Лондоне»                      |
| 2014      | Pomplamoose                          | Сингл («живая» студийная сессия с использованием синтезаторов и сэмплеров) |
| 2017      | Godsmack                             | Live & Inspired                                                            |

- Эксл Роуз и Брюс Спрингстин исполнили «Come Together» на церемонии включения Джона Леннона в Зал славы рок-н-ролла, состоявшейся в 1994 году.
- Группа The Rutles записала пародию на «Come Together» под названием «Eine Kleine Middle Klasse Musik».
- 27 июля 2012 года «Come Together» была исполнена группой Arctic Monkeys на церемонии открытия Летних Олимпийских игр в Лондоне.
- Кавер-версия песни «Come Together» в исполнении американской метал-группы Godsmack была использована в качестве саундтрека к трейлеру фильма «Лига Справедливости»[21].

## Состав музыкантов
- Джон Леннон — вокал, бэк-вокал, ритм-гитара, соло-гитара, фортепиано, хлопки в ладоши
- Пол Маккартни — бас-гитара
- Джордж Харрисон — гитара
- Ринго Старр — барабаны